# Juli Marat
Juli Marat, en llatí Julius Marathus, fou un llibert de l'emperador August.
Va escriure una obra biogràfica sobre la vida del seu antic amo, segons diu Suetoni a les Vides dels dotze cèsars.